# Jinakalamali
Jinakālamālī (birm. ဇိနကာလမာလီ; pol. Wiązka Girland Epok Zdobywcy) – kronika Chiang Mai traktująca głównie o historii religijnej, zawierająca rozdział o wczesnych (do roku 1516/1517) królach Lanna.
Napisana oryginalnie w języku pali przez buddyjskiego mnicha, kronika ta miała zostać ukończona w roku 1527, ale najstarsza istniejąca jej rękopiśmienna kopia powstała dopiero w roku 1788. Należy ona do kronik powstałych w Chiang Mai w okresie, gdy królestwo Lanna znajdowało się pod władzą królów Birmy (1558–1775) i późniejsze kroniki birmańskie, w tym co najważniejsze – Maha Yazawin, traktowały ją jako oficjalną kronikę dynastii Taungngu.
Najstarszy istniejący rękopis kroniki, pochodzący z roku 1788, napisany został późnym pismem khmerskim i przeszedł przez co najmniej tuzin rewizji. Został przetłumaczony na język khmerski, a następnie „z khmerskiego na tajski, później z tajskiego na pali, z pali na francuski i z powrotem na pali”. Kronika poddana była co najmniej czterem rewizjom w okresie dynastii Chakri. Sporządzona za panowania króla Mongkuta wersja w języku tajskim nie była dosłowną kopią wersji z roku 1788 – włączono do niej wczesne tajskie narracje narodowe. Wreszcie w roku 1968 kronika została przetłumaczona na język angielski przez N.A. Jayawickrama. Obecna wersja angielska jest więc „raczej kompendium wiedzy o kilku różnych epokach i miejscach, niż o konkretnej epoce i miejscu.”
Jinakālamālī jest ciągle interesująca dla birmańskich historyków. Jej dotyczący wczesnych królów „rozdział świecki” opiewa zwłaszcza podboje króla Anawrahty z dynastii Pagan. Autor przypisuje Anawrahcie, jako wielkiemu buddyjskiemu władcy, zasługę sprowadzenia buddyzmu Therawady na tereny dzisiejszej północnej Tajlandii. Jest to pierwsze pochodzące z Azji Południowo-Wschodniej źródło historyczne wspominające o podboju przez Anawrahtę królestwa Manohary, którego brytyjscy historycy ery kolonialnej opisywali jako króla Manuhę, władcę królestwa królestwa Thatôn. Jak jednak zauważa Michael Aung-Thwin, autor kroniki wspomina jedynie o pozostawieniu dwóch posągów Buddy „tu w samym kraju Rammanny”, którym była raczej Haripunjaya, mońskie królestwo istniejące przed powstaniem Lanna, a nie Thatôn.